# エリスタ
エリスタ（ロシア語: Элиста́, ラテン文字転写: Elista ロシア語発音: [ɪlʲɪˈsta]; カルムイク語: Элст [ɛləsˈtə]）はロシア連邦に属するカルムイク共和国の首都。人口は10万2583人（2021年）。

## 歴史
1865年に建設された。1918年2月にソビエト権力が樹立された。1930年から都市として登録されている。
第二次世界大戦時に町は一時的にドイツ軍に占領されたが、1942年12月31日にソビエト軍が奪還。1944年、カルムイク共和国の住民の多くがシベリアに強制移住され、代わりにロシア人が入植した。それにともない、町の名前もステプノイ（ロシア語: Степной, ラテン文字転写: Stepnoy）と改められるが、1957年にもとの住民の帰還が許されて、エリスタに戻された。

## 交通
エリスタ空港があり、モスクワやロストフ・ナ・ドヌへ直行便で結ばれている。また、鉄道でロストフ・ナ・ドヌと結ばれている。毎日、ヴォルゴグラード（6時間）とモスクワ（18時間）にバスが出る。

## その他

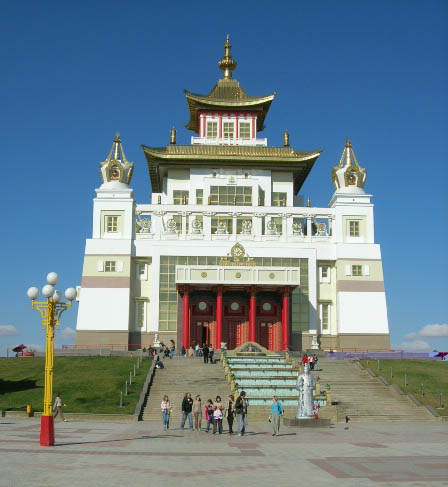
釈迦牟尼黄金僧院

1996年10月5日、4年かけて建造された仏教寺院サクスン・スムが開かれた。2005年12月27日には、東ヨーロッパ最大の仏教寺院「釈迦牟尼黄金僧院」が開かれた。
カルムイク国立大学、航空大学、医科大学などの高等教育機関がある。